# Simon James
Simon James (* 1967 in Northampton, England) ist ein britischer Künstler. Der Maler lebt in München und arbeitet in seinem Atelier in der Wiede-Fabrik.

## Leben
Simon James wurde 1967 in Northampton, England geboren und lebt seit vielen Jahren in München. Schon nach seiner Schulzeit widmete er sich ganz der Malerei, die er sich im Selbststudium aneignete. Er hat aber nie eine akademische Ausbildung erhalten. Er begann als Porträtist und Straßenmaler, indem er Bilder Alter Meister auf die Straße kopierte.  Er hat viele Länder der Welt bereist, 1989 kam er zum ersten Mal nach Deutschland und bezog 1993 ein Atelier in München. In den folgenden Jahren nahm er an zahlreichen Ausstellungen teil. 1996 zog er nach England zurück und entwickelte in den nächsten fünf Jahren seine künstlerische Technik weiter. 2001 kehrte er dauerhaft nach München zurück.
Simon James ist verheiratet und Vater von zwei Kindern.

## Werk und Technik
Simon James entdeckte 2002 für seine Malerei das Material Gesso. Jahre des Experimentierens und Studierens dieser Technik folgten. „Gesso“ wird noch bis in die Gegenwart gelegentlich zur Grundierungen von Bildträgern aus Holz o. ä. verwendet. Im 16. Jahrhundert unterschieden die Künstler zwischen gesso grosso und gesso sottile, je nachdem, ob der Kreidegrund gebrannt wurde oder nicht. Auf diesen so vorbereiteten Malgrund kam dann anschließend die eigentliche Malerei mit Tempera- oder Ölfarben.
Simon James benutzt diese dickflüssige Leim-Kreide-Masse als Malmaterial: Leim und Kreide werden gemischt, gekocht und gerührt, bis eine dickflüssige, heiße Masse entsteht, welche anschließend schnell aufgetragen werden muss. Die Masse kühlt schnell aus und wird zugleich trocken und hart. Gesso ist von Natur aus weiß, Simon James setzt Farbpigmente hinzu und trägt Schicht um Schicht auf Leinwand oder Holztafeln auf. Die Masse wird auf das Bild gekippt, mit den Händen auf dem Bildträger verteilt, mit dem Pinsel werden tiefe Linien in eine Schicht hineingezogen. Die Masse wird entweder auf den Bildträger getröpfelt oder großzügig geropft, oder aber sie überzieht das ganze Bild ebenmäßig. Das Ergebnis ist eine reliefartige Oberflächenstruktur.
Ein zweiter Schritt ist Voraussetzung, um ein „fertiges“ Kunstwerk zu erschaffen: dadurch, dass die Schichten aufeinander aufgebaut sind, sind die darunter liegenden Farbschichten nicht sichtbar. Sie müssen erst vom Künstler wieder hervorgeholt werden. James schleift, schneidet oder kratzt mit einer industriellen Schleifmaschine in die Farbschichten hinein, eine Technik, genannt Grattage (von frz. „gratter“ – „abkratzen, abschaben“). Muster, Farben und Umrisse werden sichtbar, die Formen, die dabei entstehen sind zufällig und bieten assoziative Interpretationsmöglichkeiten.
Das Abschleifen der Schichten ist ein Mittel der Bildhauerkunst, daher nennt Simon James seine Arbeiten „zweidimensionale Skulpturen“. In einem letzten Arbeitsschritt werden die angeschliffenen Gesso-Schichten mit Wachs versiegelt. Sprödigkeit und Abplatzungen werden vermieden, Geschmeidigkeit und Strahlkraft werden gewonnen.
Bei den zweimal jährlich stattfindenden Ausstellungen in der Wiede-Fabrik entwickelt Simon James Performances und Happenings.

## Ausstellungen
- 2003: Domagk-Ateliers, München
- 2012: Domagk-Ateliers, München: Gruppenausstellung UNREALISIRBARE„[2] - Künstler aus der Wiede-Fabrik zu Gast in Halle 50“
- 2015: Simon James, Praterinsel, München
- 2016: Max-Planck-Institut für Psychiatrie, München, Two Dimensional Sculptures[3]
- 2016/2017: Landsberg am Lech, Neues Stadtmuseum, Barocke Überläufer[4]